# Scenocharops punctatus
Scenocharops punctatus là một loài tò vò trong họ Ichneumonidae.